# Ab Klink
Abraham « Ab » Klink, né le 2 novembre 1958 à Stellendam, est un homme politique néerlandais, membre du CDA. Il est notamment ministre de la Santé, du Bien-être et des Sports dans le cabinet Balkenende IV, du 22 février 2007 au 14 octobre 2010.